# Friederike Wißmann
Friederike Wißmann (* 28. Juni 1973 in Münster) ist eine deutsche Musikwissenschaftlerin und Violoncellistin. Zu ihren Forschungsschwerpunkten zählen Musik und Literatur, Kulturgeschichte der Musik, Musiktheater, Musik des 20. und 21. Jahrhunderts sowie Editionsphilologie. Seit 2019 ist sie Professorin für Musikwissenschaft an der Hochschule für Musik und Theater Rostock und seit 2020 Prorektorin für Studium, Forschung und Lehre.

## Leben
Wißmann begann zum Wintersemester 1993/94 ihr Studium der Musikwissenschaft an der Humboldt-Universität zu Berlin sowie Allgemeine und Vergleichende Literaturwissenschaft und Germanistik an der Freien Universität Berlin. In den Jahren 1997/98 war sie als Assistentin in der Operndramaturgie am Landestheater Magdeburg und Referentin im Bundespresseamt tätig, von 1998 bis 2002 wissenschaftliche Mitarbeiterin der Hanns Eisler Gesamtausgabe. Ihr Studium schloss sie 1999 mit einer Magisterarbeit über Hanns Eislers Hölderlin-Fragmente ab, 2002 promovierte sie sich mit einer Dissertation (summa cum laude) zu Faust im Musiktheater des 20. Jahrhunderts an der Freien Universität Berlin. In der Folge war sie bis 2009 wissenschaftliche Assistentin an der Technischen Universität Berlin und erhielt 2009 dort ihre Habilitation mit der Lehrbefugnis für das Fachgebiet Musikwissenschaft. Ihre Habilitationsschrift widmete sich den Rollenkonstellationen in den Opern von Georg Friedrich Händel.
2009 übernahm Wißmann die Projektleitung im Exzellenzcluster Languages of Emotion an der Freien Universität Berlin, die sie bis 2012 innehatte. Von 2011 bis 2013 war sie Vertretungsprofessorin für Historische Musikwissenschaft an der Johann Wolfgang Goethe-Universität Frankfurt am Main, ehe sie 2013 als Professorin an das Konservatorium Wien Privatuniversität berufen wurde. Dort hatte sie ab 2014 auch die Leitung des Instituts für Wissenschaft und Forschung inne. 2015 folgte eine Vertretung der Professur für Historische Musikwissenschaft sowie die kommissarische Leitung der Abteilung an der Philosophischen Fakultät der Rheinischen Friedrich-Wilhelms-Universität Bonn. Im Herbstsemester 2016 bekleidete sie eine Gastprofessur an der Universität Zürich, ehe sie 2017 die Vertretung der Professur für Historische Musikwissenschaft an der Technischen Universität Dresden übernahm, wo sie auch die Abteilung Musikwissenschaft kommissarisch leitete. 2019 erhielt sie den Ruf auf die W3-Professur für Musikwissenschaft an der Hochschule für Musik und Theater Rostock. Seit 2020 ist sie, gemeinsam mit Arne Stollberg, Projektleiterin der Erich Wolfgang Korngold Werkausgabe. 2023 ist sie für eine zweite Amtszeit als Prorektorin an der Hochschule für Musik und Theater Rostock gewählt worden.
Friederike Wißmann ist verheiratet und Mutter von zwei Kindern.

## Mitgliedschaften (Auswahl)
- 1996: Gründungsmitglied des Jungen Orchesters der Freien Universität Berlin
- Mitglied im Netzwerkverein Professionalisierung für Frauen in Forschung und Lehre der Technischen Universität Berlin
- 2016–2019: Sprecherin der Fachgruppe Musikwissenschaft im interdisziplinären Kontext der Gesellschaft für Musikforschung
- seit 2021: Mitglied des wissenschaftlichen Beirats des Staatlichen Instituts für Musikforschung der Stiftung Preußischer Kulturbesitz

## Schriften (Auswahl)
Monografien
- Faust im Musiktheater des zwanzigsten Jahrhunderts. Mensch und Buch Verlag, Berlin 2003, ISBN 978-3-89820-598-6.
- Hanns Eisler: Komponist, Weltbürger, Revolutionär. Bertelsmann, München 2012, ISBN 978-3-570-58029-5.
- Deutsche Musik. Berlin Verlag, Berlin 2015, ISBN 978-3-8270-1180-0.

Herausgeberschaften
- Festschrift für Christian Martin Schmidt: „Vom Erkennen des Erkannten“: musikalische Analyse und Editionsphilologie. Breitkopf & Härtel, Wiesbaden/Leipzig/Paris 2007, ISBN 978-3-7651-0361-2.
- mit Richard Erkens, Sven Friedrich, Hans-Joachim Hinrichsen, Ivana Rentsch, Arne Stollberg und Nicholas Vazsonyi: Wagnerspectrum, Königshausen & Neumann, Würzburg 2014, ISBN 978-3-8260-8018-0.
- mit Norbert Abels und Ann Kersting-Meuleman: Richard Strauss – (k)ein Heldenleben: Spuren des Komponisten in Frankfurt am Main. Klostermann, Frankfurt am Main 2015, ISBN 978-3-465-03910-5.
- mit Steffen Georgi, Sebastian Klotz, Clara Marrero, Arne Stollberg: Musizieren für das Radio. 100 Jahre Rundfunk-Sinfonieorchester Berlin, Königshausen & Neumann, Wiesbaden 2023, ISBN 978-3-8260-7920-7.